# Deutsche Meisterschaften im Freiwasserschwimmen 2000
Die Deutschen Meisterschaften im Freiwasserschwimmen 2000 wurden in Erfurt ausgerichtet.
| Disziplin        | Männer       | Männer       | Männer | Frauen                       | Frauen                      | Frauen |
| Disziplin        | Name         | Verein       | Zeit   | Name                         | Verein                      | Zeit   |
| ---------------- | ------------ | ------------ | ------ | ---------------------------- | --------------------------- | ------ |
| 5 km Freiwasser  | Ben Hoffmann | Dresdener SC |        | Peggy Büchse                 | PSV Rostock                 |        |
| 25 km Freiwasser | André Wilde  | PSV Rostock  |        | Angela Maurer / Peggy Büchse | LSC Wiesbaden / PSV Rostock |        |